# One of Us (film)
One of Us è un film documentario del 2017 diretto da Heidi Ewing e Rachel Grady
La pellicola, diretta dalla coppia che aveva già realizzato il documentario Jesus Camp, racconta la vita di tre ex ebrei ultra ortodossi chassiti di Brooklyn.
One of Us è stato presentato in anteprima al Toronto International Film Festival del settembre 2017, ed è stato distribuito a partire da ottobre dello stesso anno su Netflix, produttore del film.

## Trama
Il film segue le vite di tre ex membri della comunità hasidica di Brooklyn: Ari Hershkowitz, Luzer Twersky ed Etty Ausch. Ognuno di loro lotta contro l'ostracizzazione della propria ex comunità religiosa e delle proprie famiglie, mentre rivelano come se ne sono andati. Il film descrive anche la loro esperienza con i dubbi religiosi, così come con gli abusi domestici e gli abusi sessuali infantili. Alcuni ricevono il sostegno da organizzazioni ex-Haredi come Footsteps, mentre altri lavorano per trovare un posto nel mondo laico e secolare.

## Accoglienza
L'opera ha ricevuto una ricezione complessivamente positiva dalla critica, ottenendo un punteggio del 79% da Metacritic, e una valutazione del 95% da Rotten Tomatoes.
In una recensione di LA Weekly dice: "Sebbene l'attenzione rimanga esattamente sui suoi tre soggetti, One of Us contestualizza efficacemente questa strana comunità arretrata che prospera nel mezzo di una delle città più multiculturali del mondo." In Vulture.com, David Edelstein ha dichiarato l'incredulità per: "l'implacabile abuso psicologico che questa comunità infligge quando un membro tenta di andarsene, soprattutto con i bambini al seguito", e ha detto che i registi "Hanno usato la musica come in uno spaventoso film dell'orrore. Ciò dimostra la totale assenza di una qualsivoglia volontà nel creare un 'documentario oggettivo ...'"

## Riconoscimenti
Il film ha vinto come documentario più avvincente ai Critics' Choice Documentary Awards, oltre a essere stato nominato come miglior documentario. Il film è stato anche nominato come miglior documentario al Philadelphia Film Festival nel 2017.